# Orchard Hills
Orchard Hills es un lugar designado por el censo (en inglés, census-designated place, CDP) ubicado en el condado de Armstrong, Pensilvania, Estados Unidos. Según el censo de 2020, tiene una población de 1949 habitantes.

## Geografía
La localidad está ubicada en las coordenadas 40°34′54″N 79°32′43″O / 40.58167, -79.54528 (40.581594, -79.5453).

## Demografía
Según la Oficina del Censo en 2000 los ingresos medios por hogar en la localidad eran de $30,403 y los ingresos medios por familia eran $36,000. Los hombres tenían unos ingresos medios de $31,406 frente a los $21,553 para las mujeres. La renta per cápita para la localidad era de $15,105. Alrededor del 17.9% de la población estaba por debajo del umbral de pobreza.
De acuerdo con la estimación 2015-2019 de la Oficina del Censo, los ingresos medios por hogar en la localidad son de $50,349 y los ingresos medios por familia son de $56,793.